# Municipio de Anderson (condado de Perry)
El municipio de Anderson (en inglés: Anderson Township) es un municipio ubicado en el condado de Perry en el estado estadounidense de Indiana. En el año 2010 tenía una población de 1557 habitantes y una densidad poblacional de 10,1 personas por km².

## Geografía
El municipio de Anderson se encuentra ubicado en las coordenadas 38°3′43″N 86°41′33″O / 38.06194, -86.69250. Según la Oficina del Censo de los Estados Unidos, el municipio tiene una superficie total de 154.1 km², de la cual 153,95 km² corresponden a tierra firme y (0,1 %) 0,16 km² es agua.

## Demografía
Según el censo de 2010, había 1557 personas residiendo en el municipio de Anderson. La densidad de población era de 10,1 hab./km². De los 1557 habitantes, el municipio de Anderson estaba compuesto por el 98,39 % blancos, el 0,19 % eran afroamericanos, el 0,13 % eran asiáticos, el 0,58 % eran de otras razas y el 0,71 % eran de una mezcla de razas. Del total de la población el 1,41 % eran hispanos o latinos de cualquier raza.